# 韋代亞河畔羅肖里
44°6′41″N 24°59′39″E / 44.11139°N 24.99417°E
韋代亞河畔羅肖里（羅馬尼亞語：Roșiorii de Vede，羅馬尼亞語發音：[roʃiˌorij de ˈvede]）是羅馬尼亞特列奧爾曼縣的城鎮，位於該國南部，面積153平方公里，海拔高度32米，2011年人口27,416，人口密度每平方公里159人。